# The American Adventure (album)
Pour les articles homonymes, voir The American Adventure (homonymie).
Albums de The Electric Soft Parade
Holes in the Wall
(2002) The Human Body
(2005)

The American Adventure est le second album du groupe anglais The Electric Soft Parade, composé des frères Tom et Alex White.
Publié en novembre 2003 chez Sony BMG, produit et arrangé par Alex et Thomas White. Enregistré entre septembre 2002 et février 2003.
Ce deuxième album est plus aventureux et surtout plus réussi que son prédécesseur Holes in the Wall. Étrangement, l'album a été un échec commercial ce qui a valu aux frères White d'être lâchés par leur label. 
The American Adventure, qui tire son nom d'un parc d'attraction, est un perpétuel grand écart entre délicatesse pop beatlesienne et accroches plus indie dignes des Pixies (meilleur exemple : Lose Yr Frown). Les frères White prouvent ici une grande habileté pour les vaporeuses ballades comme le montre allègrement une bonne moitié du disque.

## Titres
1. Things I've Done Before
2. Bruxellisation
3. Lights out
4. The Wrongest Thing in Town
5. Lose Yr Frown
6. The American Adventure
7. Chaos
8. Headacheville
9. Existing